# جائزة بي بي سي لشخصية العام الرياضية 2017
تم حفل توزيع جائزة بي بي سي لشخصية العام الرياضية 2017  يوم 17 ديسمبر 2017 في ملعب إيكو في ليفربول. كان العرض رقم 64 لجائزة شخصية العام للبي بي سي الرياضية. تمنح الجائزة السنوية من هيئة الإذاعة البريطانية (بي بي سي) ، الجائزة الرئيسية تكرم الإنجاز الرياضي البريطاني للشخص خلال العام الماضي، مع الفائز الذي تم اختياره عن طريق التصويت العام من قائمة مختصرة تضم اثني عشر شخصًا.

## المرشحين
تم الكشف عن المرشحين للجائزة من قبل جابي لوغان في 27 نوفمبر 2017 ، خلال بي بي سي ونز ذا وان شو.
| مرشح         | رياضة                   | الإنجاز 2017 | صفحة بي بي سي | الأصوات (النسبة المئوية) |
| ------------ | ----------------------- | --- | ------------- | ------------------------ |
| سير مو فرح   | سباقات المضمار والميدان | فاز بالميدالية الذهبية الثالثة على التوالي في سباق 10000 متر في بطولة العالم لألعاب القوى 2017، إلى جانب الميدالية الفضية في سباق 5000 متر, وهو أول رياضي يفوز بعشرة ألقاب عالمية بعيدة المدى على المضمار وأول بريطاني يفوز بألقاب في الهواء الطلق في أربع بطولات عالمية.                                                     |               | 83,524 (15.32%)          |
| جوناثان ريا  | الدراجات النارية        | فاز ببطولة العالم سوبربايك للمرة الثالثة، مما يجعله مجرد راكب ثالث للقيام بذلك (وأول من حقق هاتريك ثلاثة متتالية). كما حطم الرقم القياسي لمعظم النقاط المسجلة في الموسم (الذي سبق عقده كولين إدواردز) |               | 80,567 (14.78%)          |
| جوني بيكوك   | سباقات المضمار والميدان | فاز بذهنه الثاني T44 100 متر في بطولة العالم لألعاب القوى بارا. |               | 73,429 (13.47%)          |
| أنتوني جوشوا | ملاكمة                  | تمت إضافة حزام الوزن الثقيل رابطة الملاكمة العالمية الذي كان شاغراً سابقاً إلى حزام الإتحاد الدولي للملاكمة الخاص به بعد فوزه على فلاديمير كليتشكو ، ثم احتفظ بهما بعد هزيمة كارلوس تاكم. |               | 73,411 (13.47%)          |
| آدم بيتي     | سباحة (رياضة)           | دافع بنجاح عن ألقاب بطول 50 و 100 متر في بطولة العالم للسباق وكسب مرتين رقمه القياسي في سباق 50 م في العالم، مما جعله أول بريطاني يفوز بأربعة ألقاب عالمية. ساعد أيضا في تأمين الفضة في تتابع متنوع بطول 4 × 100 متر. |               | 63,739 (11.69%)          |
| لويس هاملتون | فورمولا 1               | فاز بطولة العالم لسباقات الفورمولا واحد موسم 2017 للمرة الرابعة، مما جعله أول بريطاني (والسائق الخامس بشكل عام) يقومون بذلك. كما نجح مايكل شوماخر في منصب حامل الرقم القياسي. |               | 60,627 (11.12%)          |
| كريس فروم    | ركوب الدراجات           | فاز في سباق سباق طواف فرنسا 2017 للمرة الرابعة (والثالث على التوالي) ، ثم ذهب للفوز في طواف إسبانيا 2017. وهو أول راكب دراجات يفوز بجولتين غراند في موسم واحد منذ ألبيرتو كونتادور في عام 2008 ، بالإضافة إلى أول بريطاني يدعي أي من الإنجازات. فاز أيضا برونزية محاكمة الوقت في بطولة العالم لسباق الدراجات على الطريق 2017. |               | 47,683 (8.75%)           |
| هاري كين     | كرة القدم               | أصبح أفضل هداف في الدوري الإنجليزي الممتاز 2016–17 لموسم ثانٍ متتالي، كما ساعد كابتن إنجلترا في التأهل لكأس العالم. |               | 18,759 (3.44%)           |
| أنيا شروبولي | كريكت                   | جزء من المنتخب الإنجليزي الذي فاز بكأس العالم للكريكيت للسيدات 2017, التي لعبت دوراً أساسياً في نتيجة المباراة، وبالتالي تم اختيارها لاعبة المباراة. |               | 15,237 (2.80%)           |
| بيانكا وكدن  | تايكوندو                | أصبح أول بريطاني ينجح في الدفاع عن لقب عالمي بعد فوزه بالميدالية الذهبية في بطولة العالم للتايكواندو 2017. |               | 13,962 (2.56%)           |
| جوانا كونتا  | كرة المضرب              | أصبحت أول امرأة بريطانية تتنافس على نصف نهائي فردي بطولة ويمبلدون 2017 منذ فرجينيا وايد في 1978 |               | 7,591 (1.39%)            |
| إليز كريستي  | التزلج على مسار قصير    | صبحت أول بطلة بريطانية بريطانية على الإطلاق تفوز بالميدالية الذهبية من 1000 إلى 1500 متر في بطولة العالم قصيرة السرعة التزلج على الجليد 2017 ، بالإضافة إلى 3000 متر من البرونز. |               | 6,504 (1.19%)            |